# Nuevas Ideas
Nuevas Ideas (dallo spagnolo: Nuove Idee) è un partito politico salvadoregno fondato nel 2017 da Nayib Bukele, all'epoca sindaco di San Salvador e dal 2019 Presidente di El Salvador.
In occasione delle elezioni parlamentari del 2021 si è attestato come la prima forza politica del Paese, ottenendo il 57,7% dei voti (con l'ulteriore 8,7% conseguito da una lista comune con Grande Alleanza per l'Unità Nazionale).

## Ideologia
Nel suo statuto, Nuevas Ideas si descrive come “democratico, decentralizzato, plurale, inclusivo, e senza ideologie obsolete”. Nuevas Ideas rifiuta le etichette di destra e di sinistra; Nuevas Ideas è un partito visto come “partito pigliatutto”, e Bukele lo dipinge come una Terza Via. Sebbene il partito si sia descritto come progressista, Nuevas Ideas è stato descritto anche come di centro-sinistra, di sinistra, conservatore, di centro-destra, e di destra. Bukele stesso è stato descritto come un politico conservatore, mentre lui e le sue politiche sono state sostenute dai conservatori delle nazioni estere, in particolare negli Stati Uniti e nell'America Latina.
Prima che il partito ottenesse una rappresentanza politica, Nuevas Ideas ha cercato di sconvolgere quello che percepiva come lo status quo politico. L'obiettivo principale del partito è la lotta contro la corruzione e il clientelismo; una frase comune ripetuta da Bukele e da Nuevas Ideas è “il denaro è sufficiente quando nessuno lo ruba”. Nuevas Ideas non ha posizioni geopolitiche definite per quanto riguarda la preferenza per le relazioni con gli Stati Uniti o la Cina. Il partito sostiene la riunificazione dell'America Centrale.

## Risultati elettorali
| Elezione          | Voti      | %     | Seggi   |
| ----------------- | --------- | ----- | ------- |
| Parlamentari 2021 | 1.655.219 | 66,32 | 56 / 84 |
| Parlamentari 2024 | 2.200.332 | 70,56 | 54 / 60 |